# 团结 (澳大利亚)
团结（英語：Solidarity）是澳大利亚的一个托洛茨基主义组织。该组织成立于2008年，由国际社会主义组织、社会主义行动团体、团结等3个左翼组织合并而成。该组织的意识形态是马克思主义、托洛茨基主义。该组织在墨尔本、悉尼、布里斯班和珀斯设有支部。该组织出版月刊《团结》。该组织是国际社会主义倾向的成员。